# Smith & Wesson Modelo 10
El Smith & Wesson Modelo 10, anteriormente conocido como Smith & Wesson Modelo 1899 con Eyector Manual, Smith & Wesson Military & Police o Smith & Wesson Modelo Victory, es un revólver con armazón "K" popular en muchos países. Producido desde 1899, el Modelo 10 es de doble acción, tiene un tambor de 6 cartuchos y mecanismos de puntería fijos. Durante su largo periodo de producción, estuvo disponible con cañones de 51,8 mm, 63,5 mm, 76,2 mm, 101,6 mm, 127 mm y 152,4 mm de longitud. También se produjeron revólveres con cañones de 63,5 mm de longitud bajo contratos especiales. Se produjeron alrededor de 6.000.000 de revólveres Modelo 10, haciéndolo una de las armas cortas más populares del siglo XX.

## Historia

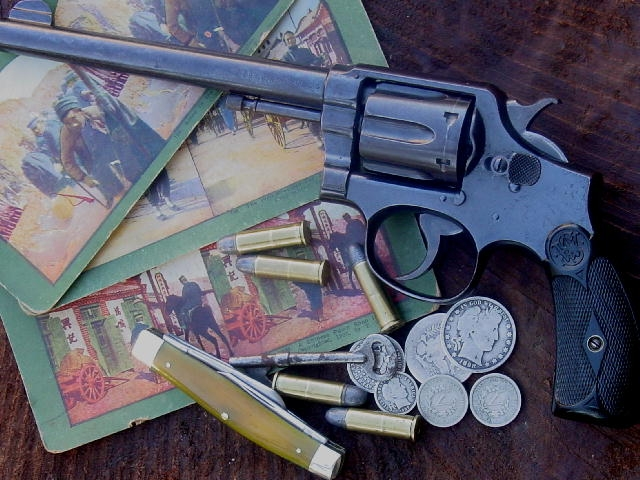
Uno de los primeros Smith & Wesson Modelo 1899, con cañón de 152,4 mm. La varilla del eyector está libre debajo del cañón, sin el resalte frontal de los modelos posteriores.

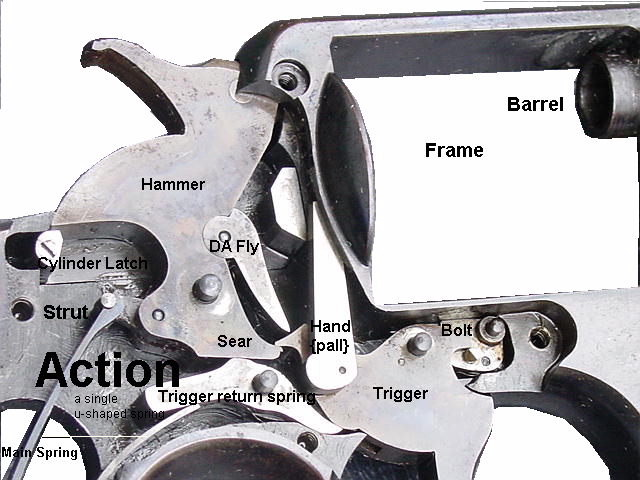
Las piezas del sistema del primer modelo se distinguían substancialmente de aquellas de los modelos posteriores. El muelle recuperador es plano, en lugar de la corredera accionada por resorte helicoidal empleada en los demás modelos a partir de 1905.

En 1899, el Ejército y la Armada de los Estados Unidos encargaron a la Smith & Wesson entre 2.000 a 3.000 revólveres Modelo 1899 con Eyector Manual calibrados para el cartucho estándar .38 Long Colt M1892. Con estos contratos, el Modelo 1899 pasó a conocerse como Military & Police. En ese mismo año, en respuesta a informes de militares que servían en Filipinas sobre la relativa ineficacia del nuevo cartucho, la Smith & Wesson empezó a ofrecer el Military & Police calibrado para un nuevo cartucho, el .38 S&W Special (hoy .38 Special), una versión ligeramente alargada del .38 Long Colt que montaba una bala más pesada (10,2 g; 158 granos) y tenía una carga propulsora incrementada de 1,16 g (18 granos) a 1,36 g (21 granos) de pólvora.
En 1902 se lanzó el Smith & Wesson Military & Police de 9 mm (Segundo Modelo), que tenía cambios sustanciales. Estos incluían grandes modificaciones y simplificaciones de las piezas internas, así como la adición de un resalte bajo el cañón para proteger la varilla del eyector que antes sobresalía libre. Estaba disponible con cañones de 101,6 mm, 127 mm, 152,4 mm y 165 mm, además de tener una empuñadura redondeada. Los números de serie del Military & Police iban del 1 al 20,975. La mayoría de los primeros revólveres Military & Police calibrados para el .38 Special fueron vendidos en el mercado civil. Hacia 1904, la Smith & Wesson ofrecía el Military & Police de 9 mm con empuñadura cuadrada o redondeada, así como con cañones de 101,6 mm, 127 mm y 165 mm. 

### Primera Guerra Mundial

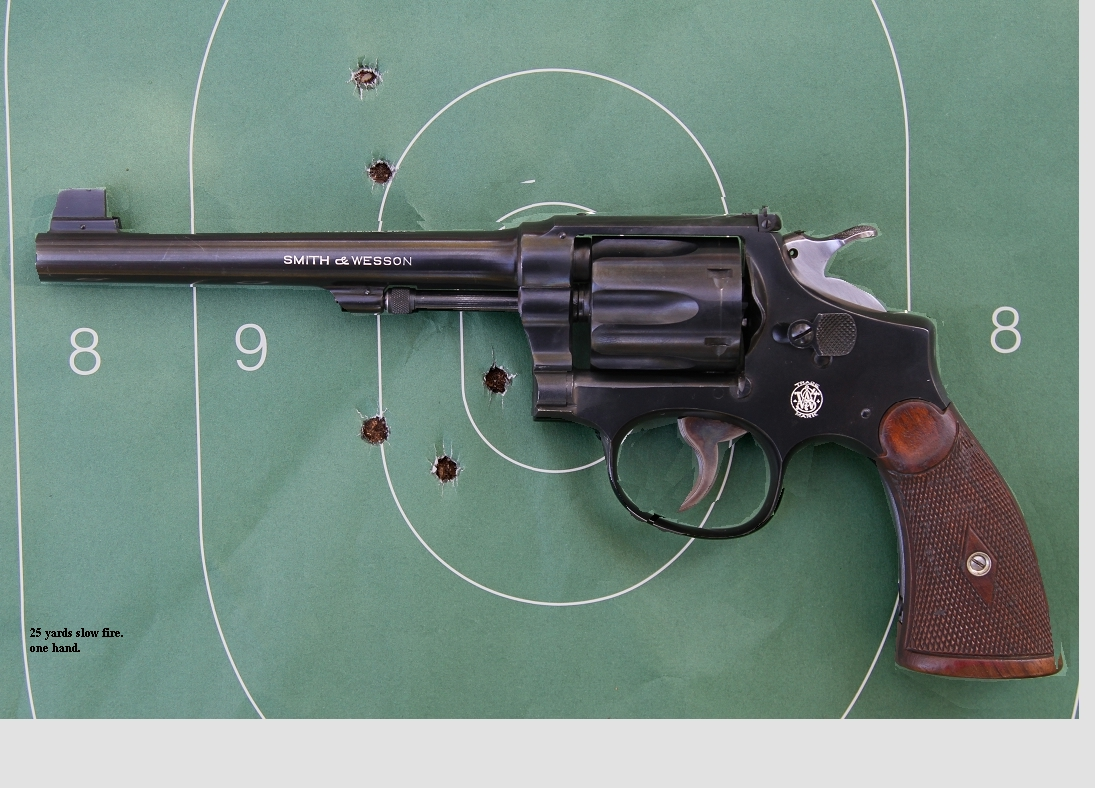
Un Smith & Wesson Modelo 1905, variante Cuarto Cambio de 1915, para tiro al blanco.

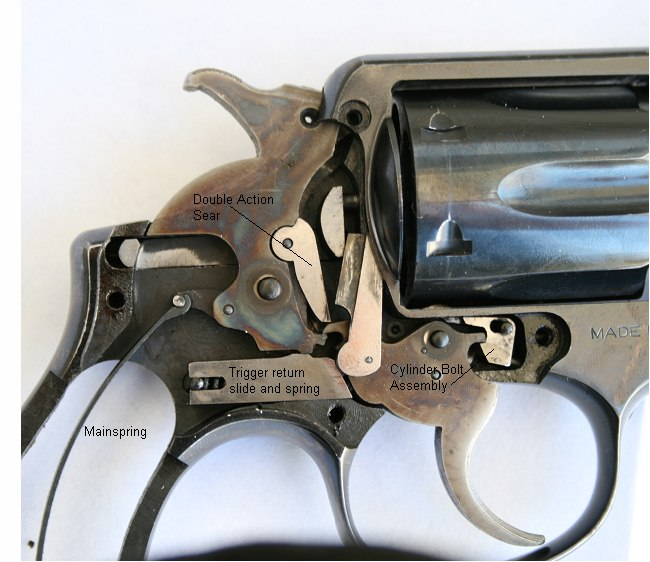
El Smith & Wesson Military & Police 1905 variante Cuarto Cambio (1915). El mecanismo del sistema se mantuvo sin cambio alguno después de este modelo.

El Smith & Wesson Military & Police 1905 de 9 mm variante Cuarto Cambio, introducido en 1915, incorporaba un seguro de martillo pasivo y mecanismos de puntería agrandados que rápidamente se volvieron estándar en los revólveres policiales y militares. El revólver Military & Police fue suministrado en grandes cantidades durante la Primera Guerra Mundial, donde demostró ser un arma sumamente fiable y precisa. Aunque este conflicto incrementó el uso de pistolas semiautomáticas, los revólveres como el Military & Police fueron utilizados en gran número porque en aquel entonces la producción de pistolas semiautomáticas era insuficiente para satisfacer la demanda.
Después de la guerra, el revólver Military & Police se volvió el arma auxiliar policial estándar durante los siguientes 70 años. También se volvió muy popular entre tiradores civiles, produciéndose varios modelos nuevos, inclusive los primeros revólveres recortados con cañones de 50,8 mm, 63,5 mm y 76,2 mm que se produjeron en 1936.

### Segunda Guerra Mundial
Los revólveres Smith & Wesson Military & Police producidos desde 1942 hasta 1944 tienen números de serie con el prefijo "V", por lo que fueron llamados Smith & Wesson Modelo Victory. Los primeros Modelo Victory no siempre llevaban el prefijo "V". Durante la Segunda Guerra Mundial, bajo el programa Lend-Lease se suministraron al Reino Unido, Canadá, Australia, Nueva Zelanda y Sudáfrica 590.305 revólveres de este modelo calibrados para el cartucho británico .38/200, que también era disparado por los revólveres Enfield No. 2 y Webley Mk IV. La mayoría de revólveres Modelo Victory enviados a Inglaterra estaban equipados con cañones de 101,6 mm o 127 mm, aunque unas cuantas versiones primigenias tenían cañones de 152,4 mm. Después del 4 de abril de 1942, el cañón de 127 mm pasó a ser estándar en la producción. La Oficina de Servicios Estratégicos (OSS) suministró miles de estos revólveres a los grupos de resistentes. Después de la Segunda Guerra Mundial, miles de revólveres Modelo Victory quedaron almacenados en los arsenales del Ejército estadounidense y fueron empleados como armamento de la Policía Militar y ayuda militar a otros países.
Las Fuerzas Armadas estadounidenses también emplearon 352.315 revólveres Modelo Victory calibrados para el cartucho .38 Special durante la Segunda Guerra Mundial. El Modelo Victory fue el arma auxiliar estándar de los pilotos de la Armada y de los Marines, además de ser empleado por vigilantes en fábricas de armamento y centinelas en instalaciones de defensa a lo largo de Estados Unidos durante la guerra. Aunque los vigilantes podían emplear cartuchos con balas de plomo, la Remington Arms produjo cartuchos con el marcaje REM UMC 38 SPL y una bala encamisada de 10,2 g (158 granos) para uso militar en zonas de combate de ultramar. También se fabricaron cartuchos trazadores para emitir señales luminosas.
El lote inicial de los 65.000 revólveres con cañón de 101,6 mm para los pilotos de la Armada dispensó los procedimientos de compra estándar, por lo cual se redujo la calidad sin los tradicionales procedimientos de inspección. La calidad mejoró cuando los inspectores de armamento del Ejército se involucraron a inicios de 1942 y el diseño del revólver fue modificado en 1945 para incluir un seguro de martillo mejorado, después que un marinero resultó muerto por el disparo de un revólver cargado que accidentalmente cayó sobre una cubierta de acero. Muchos pilotos preferían portar el revólver antes que la más pesada pistola M1911. Los pilotos con frecuencia preferían portarlo dentro de una sobaquera en el estrecho espacio de la cabina, pero también estaba disponible una funda convencional para los centinelas.
Algunos de estos revólveres permanecieron en servicio hasta bien entrada la década de 1990 con unidades de las Fuerzas Armadas estadounidenses, inclusive la Fuerza Aérea de Estados Unidos y la Guardia Costera. Hasta la introducción de la pistola Beretta M9 de 9 mm en 1990, los pilotos de helicóptero del Ejército estadounidense y las agentes de Policía Militar estaban armados con revólveres Modelo Victory. El 22 de agosto de 1944 se suministraron 500 revólveres con cañón de 50,8 mm a los agentes de la División de Investigación de Crímenes de la Policía Militar. El Modelo Victory continuó siendo empleado por la Policía Aérea y los tripulantes de aviones cisterna y de carga en una fecha tan tardía como la Operación Tormenta del Desierto de 1991, así como por la Policía Naval hasta 1995.
Algunos revólveres Modelo Victory del Lend-Lease que estaban calibrados para el cartucho británico .38/200 fueron devueltos a los Estados Unidos y recalibrados para disparar el más potente cartucho .38 Special, por lo cual usualmente tienen marcarjes en sus cañones. El modificar tambores para cartuchos .38/200 a .38 Special hace que las recámaras queden muy anchas, lo cual puede causar problemas.
El acabado de los revólveres Modelo Victory era usualmente arenado y fosfatado, que es muy diferente de los acabados de alta calidad pavonado o  cromado/niquelado que generalmente tienen los revólveres Military & Police/Modelo 10 civiles. Otras características distintivas del Modelo Victory son la armella para el acollador en la base de la empuñadura y el uso de cachas de nogal lisas en lugar de cuadrilladas. Pero algunos de los primeros modelos tienen cachas cuadrilladas, principalmente aquellos producidos antes de 1942.
Lee Harvey Oswald usó un Modelo Victory para asesinar a J.D. Tippit al poco tiempo de asesinar al presidente Kennedy. Lo llevaba consigo cuando fue arrestado el 22 de noviembre de 1963.

### Modelo 10
Después de la Segunda Guerra Mundial, la Smith & Wesson volvió a fabricar la serie Military & Police. Además de cambios cosméticos y el reemplazo de las cachas de madera con las cachas Magna, el seguro del martillo accionado por resorte fue reemplazado por uno accionado mediante levas que se mueve dentro de un canal de la placa lateral (Smith 1968). En 1957, la Smith & Wesson adoptó la convención de usar designaciones numéricas para distinguir sus diversos modelos de armas cortas, por lo cual el Military & Police fue rebautizado como Modelo 10.
El Military & Police/Modelo 10 ha estado disponible en acabados pavonado y niquelado durante la mayor parte de su producción. El modelo también fue ofrecido a través de los años con empuñaduras redondeada y cuadrada. A partir de la serie del Modelo 10-5 a fines de la década de 1960, el cañón afinado y su característico punto de mira semicircular (como se observa en las imágenes) fueron reemplazados por un cañón recto y un punto de mira tipo rampa. Los modelos 10 de producción tardía pueden disparar cualquier cartucho .38 Special producido hoy en día, incluso cartuchos de sobrepresión (+P o +P+).
En 2012, el Modelo 10 solamente estaba disponible con cañón de 101,6 mm, al igual que su contraparte de acero inoxidable, el Smith & Wesson Modelo 64.

## Variantes del Modelo 10

### Variantes en .357 Magnum
Después de producir unos cuantos prototipos del Modelo 10-6 calibrados para el cartucho .357 Magnum, la Smith & Wesson introdjo el revólver Smith & Wesson Modelo 13 con cañón pesado y en acero al carbono y después el Modelo 65 en acero inoxidable. Ambos revólveres tenían cañones de peso y longitudes variables - generalmente de 76,2 mm y 101,6 mm con o sin resaltes inferiores a lo largo de estos. La producción del Modelo 13 empezó en 1974 y cesó en 1999. El Modelo 65 fue producido desde 1972 hasta 1999. Los revólveres pavonados y en acero inoxidable eran populares con la policía y el FBI, mientras que una variante del Modelo 65 fue publicitada en la línea Lady Smith desde 1992 hasta 1999.

### Variantes en .38 S&W
Desde fines de la década de 1940 hasta inicios de la década de 1960, la Smith & Wesson produjo una variante del Modelo 10 calibrada para el cartucho .38 S&W llamada Modelo 11, que se exportó a los países de la Commonwealth para equipar sus ejércitos y fuerzas policiales. También fueron exportados a Canadá.

## Reemplazo
El Smith & Wesson Modelo 10 fue un arma popular antes que la pistola semiautomática reemplace al revólver en varios departamentos de policía, así como en unidades policiales y ejércitos.
- Ciertas unidades de la Gardaí (Policía de Irlanda) han reemplazado al Modelo 10 con pistolas SIG Sauer P226 y Walther P99C.
- La Policía de Victoria (Australia) reemplazó al Modelo 10 con armazón "K" con la pistola Smith & Wesson M&P de calibre 10 mm.
- La Policía de Nueva Zelanda lo reemplazó con la Glock 17.[10]
- La Policía de Nueva Gales del Sur reemplazó al Modelo 10 con pistolas Glock 22, Glock 23 y Glock 27.
- Fue empleado por la Guardia Nacional de Noruega hasta 1986 y por la Policía de Noruega hasta 2008, siendo reemplazado por la pistola Heckler & Koch P30.
- La Policía de Portugal lo reemplazó por la pistola Walther PP y después por la Glock 19.[10]
- La Real Policía de Malasia empleó el Modelo 10 como arma auxiliar estándar desde inicios de la década de 1970 junto al Smith & Wesson Modelo 15 antes de ser reemplazados por las pistolas Beretta PX4 Storm y Walther 99. También fue empleado como arma auxiliar estándar por los Policías Voluntarios de Reserva, así como por el RELA para entrenamiento y autodefensa de sus oficiales junto al Smith & Wesson Modelo 36 con cañón de 50,8 mm.[10]
- El Modelo 10 fue el arma estándar de varios oficiales de policía del Reino Unido, siendo reemplazado en varias agencias policiales por la Glock 17.[10]
- Este revólver fue empleado por el Ejército y el Cuerpo de Marines de los Estados Unidos, siendo reemplazado por las pistolas M1911A1 y Beretta M9. Antes de la entrada en servicio de la pistola M9 en 1985, el Ejército y el Cuerpo de Marines suministraban revólveres Modelo 10 a tripulantes de aeronaves y a las agentes de Policía Militar (tanto a oficiales como a agentes). Las versiones con cañón corto eran empleadas por los agentes de la División de Investigación de Crímenes de la Policía Militar.
- El Modelo 10-6 fue empleado por los guardias de prisión del Estado de Nueva York hasta 2017, cuando fue reemplazado por la Glock 17. Las pistolas Glock 19 y Glock 26 ya eran empleadas por los oficiales del  Departamento de libertad condicional y la Oficina de investigación especial.

## Usuarios

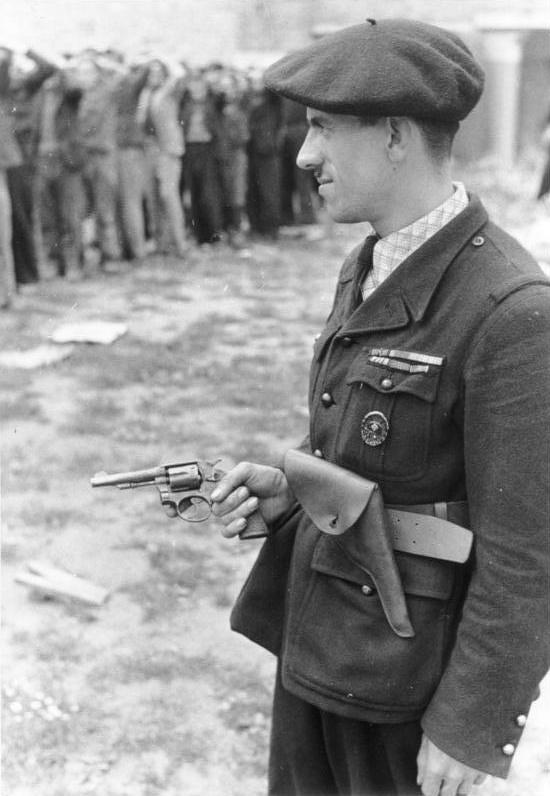
Miembro de la Milicia Francesa vigilando a resistentes capturados con un 92 espagnol, copia española del Smith & Wesson Military & Police calibrada para el cartucho francés 8 x 27 R.

Muchos revólveres Smith & Wesson Military & Police fueron capturados y empleados por fuerzas policiales, como la Policía Federal austriaca, durante la ocupación Aliada después de la Segunda Guerra Mundial. Es incorrecto llamarlos "Modelo 10", ya que los números de modelo no fueron empleados por la Smith & Wesson hasta 1957. Debe observarse que durante la Primera Guerra Mundial, copias (ligeramente más pequeñas) del Military & Police calibradas para el cartucho francés 8 x 27 R fueron producidas en Éibar y Guernica para el Ejército francés; el miliciano en la foto de la derecha empuña una de estas copias.
Este revólver todavía es empleado por empresas de transporte de valores y bancos franceses, los Servicios Disciplinados de Hong Kong, oficiales de la Policía de Birmania y otras unidades paramilitares birmanas, la Policía Nacional del Perú y otras unidades policiales.
Unas cuantas copias del Smith & Wesson Modelo 10 fueron producidas en Israel por las Industrias Militares de Israel (IMI) como el Revólver IMI 9 mm. Disparaba el cartucho 9 x 19 Parabellum en lugar del .38 Special original. La empresa china Norinco también ha fabricado desde 2000 el revólver NP50, que es una copia del Smith & Wesson Modelo 64. 
- Arabia Saudita[10]
- Argelia[17]
- Australia[18] – Fue empleado por varias agencias policiales del país. Reemplazado por diversas pistolas semiautomáticas entre 1990 y 2010.
- China[10]
- Corea del Sur: Empleado por la Policía Nacional de Corea del Sur. También fue empleado por las Fuerzas Armadas surcoreanas en la guerra de Corea y la guerra de Vietnam.
- Costa Rica[10]
- Estados Unidos – Empleado por varias agencias policiales y guardias de prisión. También es empleado por el Ejército de Estados Unidos.[10]
- Filipinas[10]
- Francia[10]
- Hong Kong – Empleado por la Policía de Hong Kong.[10]
- Irán[19]
- Israel[10]
- Japón – Empleado en algunos departamentos de policía prefecturales desde fines de la década de 1940.[20]
- Libia[21]
- Malasia[10]
- Nueva Zelanda[18]
- Nicaragua – Es empleado por la Policía y fuerzas de seguridad.[22]
- Pakistán[10]
- Paraguay – Fue empleado durante la guerra del Chaco.[23]
- Perú[10]
- Portugal[10]
- Reino de Laos – Recibió un lote como ayuda militar del gobierno estadounidense durante la guerra civil de Laos.[24]
- Reino Unido – Fue arma estándar de la Policía.[10]
- Sudáfrica[18]
- Tailandia[10]
- Turquía – La Policía Nacional de Turquía (Emniyet Genel Müdürlüğü) lo empleó entre 1951 y mediados de la década de 1990.[25]
- Vietnam[10]
- Vietnam del Sur[26][27]